# Nana Agyemang Badu I Park
Der Nana Agyemang Badu I Park ist ein Multifunktionsstadion in der ghanaischen Stadt Dormaa Ahenkro (Bono Region). Es wird vor allem als Heimstätte des Fußball-Erstligisten Aduana Stars FC genutzt.

## Geschichte und Ausstattung
Das nach Osagyefo Agyemang Badu I († 1998) benannte Stadion wurde zuletzt zwischen November 2017 und Januar 2018 modernisiert und dabei mit einem Anti-Doping-Zentrum, Laufbahnen, einem neuen Stadionrasen mit Beregnungsanlage sowie einer Flutlichtanlage ausgestattet. Gleichzeitig wurde das Fassungsvermögen von 5000 auf 8000 Zuschauer erhöht. Grund der Modernisierung war die Nichterfüllung der CAF-Standards zur Austragung internationaler Fußballspiele.

## Internationale Spiele
| Datum            |                 | Ergebnis |                  |
| ---------------- | --------------- | -------- | ---------------- |
| 27. Februar 2011 | Aduana Stars FC | 1:0      | Wydad Casablanca |
| 21. Februar 2018 | Aduana Stars FC | 2:0      | al-Tahaddy       |
| 7. März 2018     | Aduana Stars FC | 1:0      | ES Sétif         |
| 16. Mai 2018     | Aduana Stars FC | 3:3      | Raja Casablanca  |
| 18. Juli 2018    | Aduana Stars FC | 2:1      | AS Vita Club     |
| 19. August 2018  | Aduana Stars FC | 0:2      | ASEC Mimosas     |